# Дьеркс, Леон
Леон Дьеркс (фр. Léon Dierx; 31 марта 1838, Реюньон — 12 июня 1912, Париж) — французский поэт, один из последовательных продолжателей Леконт де Лиля и самый характерный представитель парнасской школы.

## Биография
После смерти Малларме, в 1898, молодежь удостоила его звания «принца французских поэтов». Гордый пессимизм и безысходное отчаяние характеризуют его как интеллигента безвременья 1880-х и 1890-х гг. Наибольшее значение имеет его первый сборник «Les lèvres closes» (1867), после — «Paroles du vaincu» (1871); творчество Дьеркса за небольшим исключением исчерпывается перепевами его первых юношеских стихов.